# Добруџа
Добруџа (рум. Dobrogea — Доброђа, буг. Добруджа — Добруџа) је историјско-географски регион у југоисточној Европи који деле Румунија и Бугарска.

## Географија
Јужни део Добруџе се налази у Бугарској - познат и као Јужна Добруџа, а северни у Румунији - Северна Добруџа, која је румунски излаз на Црно море. Обухвата површину од око 23.100 km², од тога 15.500 km² припада Румунији а 7.565 km² Бугарској. Укључујући делту Дунава Румунија има око 245 km обале. Подручје Добруџе је висораван. Највећи град је Констанца.

## Клима
Због изражене континенталности на коју Црно море нема пуно утицаја клима је сува (око 500 mm), али су натапањем из дубоких бунара травнати делови ове регије плодне површине. Вегетација је углавном степска.

## Историја
Ушла је Добруџа у састав Римског царства у провинцију Мезију, 29. године пре нове ере. У доба Римљана она је део Доње Мезије и простире се између ушћа Дунава и Црног Мора. За време доминације Гепида, Добруџа се звала Scythia Minor (лат; "Мала Скитија"). Од Гота, прешла је у руке Словена у 7. веку, да би 679. године припала Бугарима. Ширењем Византије на север она је у њеном склопу 971-1186. године. Следећа два века том мочварном и магловитом облашћу загосподарили су бугарски владари. Од 1396. године све је то постало турско.
За време турске владавине у Добруџи су нашли уточиште донски козаци који су избегли репресалије од руске царске власти због побуне. Звали су се "Некрасовци" по атаману Некрасовом који их је довео. Турци су има дали да се ту населе са привилегијама, али под условом да заједно нападају Русију. Друго насељавање козака уследило је након што је Србин, руски генерал Петар Текелија мирним путем уништио њихову самоуправу звану "Запорошка Сеча", за време руске царице Катарине II. Запорошци су са допуштењем Турака у Добруџи створили нову "Сеч". Добруџа се попуњавала сталним пристизање бегунаца из Русије; поред секташа (старовераца) ту су се сјатили и Малоруси - одбегли кметови. Али између Запорожаца и Некрасоваца је владала велика нетрпељивост; те две руске етничке група су се непрекидно крваво обрачунавале. Некрасовци су тај "рат" изгубили и већина их се иселила у Малу Азију. Обе групе су ипак тешко ишле да ратују против Русије; није им се ишло против својих. Зато су и Запорошци 1828. године масовно отишли назад у руско царство у своју постојбину. Турци су преостале Некрасовце 1864. године одузевши им привилегије, изједначили са осталом рајом у тој турској области.
На почетку рата између Русије и Англо-француско-турске коалиције 1854. Добруџи је намењена улога ратишта. Француске трупе, 40.000 војника под командом маршала Сент-Арноа су искрцане у Варни. Али нездрава клима и мочварни терен је за кратко време - од шест недеља, са појавом колере однела чак 8.000 војника. Зато је та експедиција пропала.
За време Турака, Енглези су изградили жељезничку пругу између Черноводе и Констанце. Иста је служила извозу румунске нафте. Након руско-турског рата 1877-1878. године Добруџу је ослободила Русија. Добруџа је одлукама Санстефанског мира па Берлинског конгреса 1878. године припала Румунији, а њена Бесарабија (део) је у замену узела Русија. Остала је Добруџа подељена на два дела: Северну (румунску) и Јужну (бугарску). Бугарски део је био равничаст и плодан - био велика житница. За време Другог балканског рата 1913. године Румуни су Добруџи присајединили и Силистрију (Јужну Добруџу). Током Првог светског рата 1916. године ту су ратовале силе Антанте са Немачко-бугарско-турском војском. У оквиру руских трупа учествовала је у ослобађању Добруџе и Прва Српска добровољачка дивизија. После слома Русије и капитулације Румуније, Бугарска је добила Добруџу Букурештанским миром, од 7. маја 1918. године. Међутим, спорна територија Добруџе је одвојена од Бугарске, Нејским мировним уговором и враћена Краљевини Румунији. И током следећих деценија ту ће се преплитати претензије Румуна и Бугара, који су тражили за себе Добруџу и то као недељиву област.
Између два рата у тој области је живело око 750.000 становника, разних народа. Живели су ту измешани Румуни, Бугари, Татари (Ногајци), Руси (Липовани), Турци, Грци, Јевреји, Немци, Пољаци.

## Демографија
Румунски део Добруџе има око 971.643 (2002. година), а бугарски 357.517 становника (2001). Већину становништва целог региона чине Румуни са 66,58%, затим следе Бугари са 18,70% и Турци са 7,87%. Присутни су такође Татари, Роми, Руси, Украјинци, Грци и други.
У румунском делу Добруџе Румуни чине 90,94% становништва, а у бугарском Бугари чине 69,53%, Турци 21,55% и Роми 7,03%.

## Туризам
Уз обалу је у доба комунизма изграђено много хотела али туристички прилив је још увек мали у румунској део Мамаја и Мангалија. Најважнија туристичка насеља Добруџе су Албена и Балчик у Бугарској.